# Seyyed Maḩalleh
Seyyed Maḩalleh (persiska: سید محله, Seyyed Lar Maḩalleh, Seyyed Maḩalleh-ye Shīrābād) är en ort i Iran.   Den ligger i provinsen Gilan, i den nordvästra delen av landet, 300 km nordväst om huvudstaden Teheran. Seyyed Maḩalleh ligger 64 meter över havet och antalet invånare är 534.
Terrängen runt Seyyed Maḩalleh är varierad.  Närmaste större samhälle är Līsār, 12,9 km söder om Seyyed Maḩalleh. 